# Svend Fleuron
Svend Fleuron, född 4 januari 1874, död 5 april 1966, var en dansk författare.
Fleuron har utgett en lång rad naturbeskrivande böcker och djurromaner i amerikansk stil. Hans äldsta arbete är Jagtbreve (1906), hans största Kalv og Dyrehaven (1912–20).